# Phương Tổ Kỳ
Phương Tổ Kỳ (tiếng Trung: 方祖岐; bính âm: Fāng Zǔqí; sinh tháng 10 năm 1935) là một tướng lĩnh trong Quân đội Giải phóng Nhân dân Trung Quốc, từng là chính ủy Quân khu Nam Kinh từ năm 1993 đến năm 2000.
Ông từng là Ủy viên Ủy ban Thường vụ Hội nghị Hiệp thương Chính trị Nhân dân Trung Quốc lần thứ 10. Ông là Ủy viên Ban Chấp hành Trung ương Đảng Cộng sản Trung Quốc khóa 15.